# سليمان زبيس
سليمان مصطفى زبيس (تستور، 1 ماي 1913 – 14 ماي 2003) مؤرخ وعالم آثار ومختص في الدراسات الموريسكية.
ولد سليمان زبيس يوم الخميس 24 جمادى الأولى 1331 هـ بمدينة تستور في عائلة أندلسية الأصل تنحدر من المورسكيين الذين طردوا من شبه الجزيرة الأيبيرية بعد حروب الاسترداد فوجدوا لهم في تونس وغيرها من بلاد شمال أفريقيا وحوض البحر الأبيض المتوسط مرفأ آمنا.
كانت عائلة زبيس متشبثة بجذورها وثقافتها الأندلسيتين حيث كان والده أحد شيوخ الموسيقى الأندلسية والمعروفة في تونس بالمالوف.
في سنة 1914 انتقلت العائلة من تستور إلى باجة وبها زاول زبيس تعلمه الابتدائي وجزءا من تعلمه الثانوي. في سنة 1928 واصل تعلمه بالمدرسة الصادقية بالعاصمة ثم التحق بمعهد الدراسات العليا حيث تخصص في دراسة اللغات والحضارة العربية والإسلامية ليتخرج منه سنة 1943.
يعتبر سليمان مصطفى زبيس أحد رواد الآثار بتونس بعد كل من حسن حسني عبد الوهاب وعثمان الكعاك. عمل بمصلحة الآثار والفنون في العهد الاستعماري، وكلف تحديدا بالمعالم والمواقع الإسلامية. حتى لما تأسس المعهد القومي للآثار والفنون كان أحد ركائزه، وفتحت له المشاركة في المؤتمرات والمجامع بفرنسا وألمانيا وإسبانيا. وقد ركز خاصة  على المعالم الأندلسية.
وتقديرا لما قام به طيلة مسيرته لفائدة التاريخ والتراث التونسيين، أصدر المعهد الوطني للتراث سنة 2001 كتابا تكريميا له تحت عنوان : دراسات في الاثار والنقائش والتاريخ تكريما لسليمان مصطفى زبيس. وقد ضم هذا الكتاب ثلاثين بحثا، عشرة منها بالعربية والبقية بالفرنسية والإيطالية والإسبانية، كتبها باحثون من تونس والمغرب والعربية السعودية وفرنسا وإيطاليا وإسبانيا.

## من مؤلفاته
كتب سليمان مصطفى زبيس باللغتين العربية والفرنسية، ومن مؤلفاته يمكن أن نورد ما يلي:
- الآثار الإسلامية في عهد الأتراك، تونس 1955.
- آثار الدولة الحسينية بالقطر التونسي، إدارة الآثار والفنون، مطبعة سابي، تونس 1955.

- نقائش تونس وأحوازها، إدارة الآثار والفنون، تونس 1955.
- آثار المغرب العربي، دار المغرب العربي، المطبعة العصرية، تونس 1958.
- القباب التونسية في تطورها، المعهد القومي للآثار والفنون، تونس 1959.[2]
- نقائش المنستير، المعهد القومي للآثار والفنون، تونس 1960.
- نقائش القرجاني، المعهد القومي للآثار والفنون، تونس 1962.
- بين الآثار الإسلامية في تونس، كتابة الدولة للشؤون الثقافية والأخبار، تونس 1963.
- Monastir, aperçu historique, Tunis 1963.
- Monastir, ses monuments, Tunis 1964.
- سوسة، جوهرة الساحل، المطبعة العصرية، تونس 1965.
- المنستير معالمها التاريخية، تونس 1967.
- المنستير ماضيها ومعالمها التاريخية، الدار التونسية للنشر، تونس 1968.
- بيوت أذن الله أن ترفع، الدار التونسية للنشر، تونس 1968.
- تونس الخضراء وآثارها، مطبعة الشمال، تونس 1968.
- Les monuments de Tunis, STD, Tunis, 1971.
- Sidi Bou Saïd, STD, Tunis 1971.
- نقائش جديدة من القيروان، المعهد القومي للآثار والفنون، تونس 1977.
- الفنون الإسلامية في البلاد التونسية من قيام الدولة الأغلبية إلى قيام الدولة الموحدية، مع لمحة عن فنون النرمان بصقلية، المعهد القومي للآثار والفنون، تونس 1978.
- حول مدينة تونس العتيقة، المعهد القومي للآثار والفنون، تونس 1981.